# جيمس تومسون (سياسي بريطاني)
جيمس تومسون (بالإنجليزية: James Thomson)‏ هو محاسب وسياسي بريطاني، ولد في 1966.